# Mike & Molly/Episodenliste

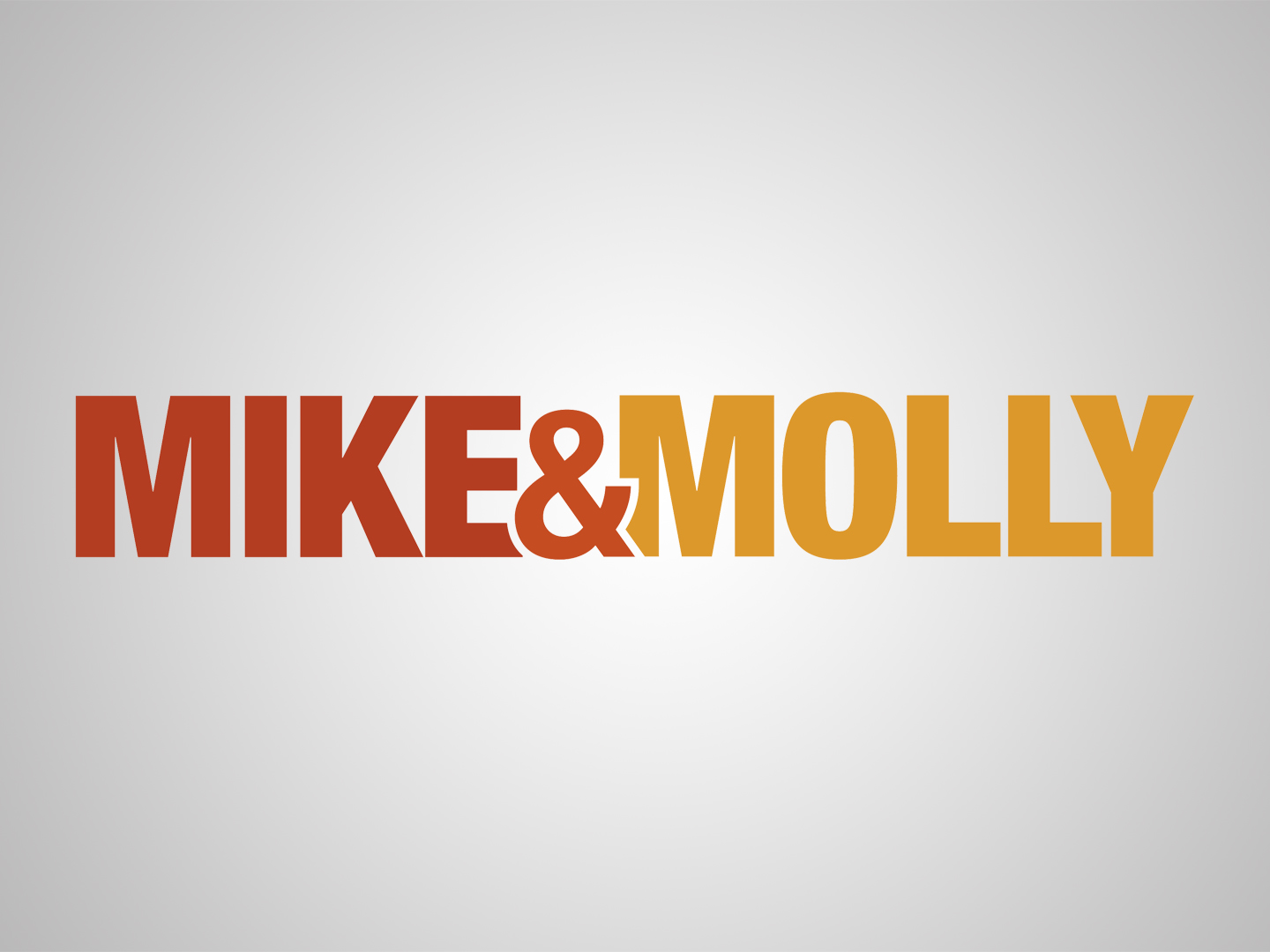
Logo zur Serie

Diese Episodenliste enthält alle Episoden der US-amerikanischen Comedyserie Mike & Molly, sortiert nach der US-amerikanischen Erstausstrahlung. Die Fernsehserie umfasst sechs Staffeln mit insgesamt 127 Episoden.

## Übersicht
| Staffel | Episodenanzahl | Erstausstrahlung USA | Erstausstrahlung USA | Deutschsprachige Erstausstrahlung | Deutschsprachige Erstausstrahlung |
| Staffel | Episodenanzahl | Staffelpremiere      | Staffelfinale        | Staffelpremiere                   | Staffelfinale                     |
| ------- | -------------- | -------------------- | -------------------- | --------------------------------- | --------------------------------- |
| 1       | 24             | 20. September 2010   | 16. Mai 2011         | 6. September 2012                 | 30. Juli 2013                     |
| 2       | 23             | 26. September 2011   | 14. Mai 2012         | 6. August 2013                    | 29. Oktober 2013                  |
| 3       | 23             | 24. September 2012   | 30. Mai 2013         | 29. Oktober 2013                  | 1. April 2014                     |
| 4       | 22             | 4. November 2013     | 19. Mai 2014         | 8. April 2014                     | 5. August 2014                    |
| 5       | 22             | 8. Dezember 2014     | 18. Mai 2015         | 21. April 2015                    | 11. August 2015                   |
| 6       | 13             | 6. Januar 2016       | 16. Mai 2016         | 16. November 2016                 | 15. Dezember 2016                 |

## Staffel 1
Die Erstausstrahlung der ersten Staffel war vom 20. September 2010 bis zum 16. Mai 2011 auf dem US-amerikanischen Sender CBS zu sehen. Die deutschsprachige Erstausstrahlung der ersten sechs Episoden sendete der deutsche Free-TV-Sender Sat.1 vom 6. bis zum 20. September 2012. Der ORF eins zeigte bis zum 31. Dezember 2012 noch drei weitere Episoden in deutschsprachiger Erstausstrahlung, bevor auch er die Ausstrahlung beendete. Die restlichen Episoden wurden vom 11. Juni bis zum 30. Juli 2013 auf ProSieben erstausgestrahlt.
| Nr. (ges.) | Nr. (St.) | Deutscher Titel        | Originaltitel                   | Erstausstrahlung USA | Deutschsprachige Erstausstrahlung (A/D) | Regie         | Drehbuch                                                                                               |
| ---------- | --------- | ---------------------- | ------------------------------- | -------------------- | --------------------------------------- | ------------- | --- |
| 1          | 1         | Dicke Freunde          | Pilot                           | 20. Sep. 2010        | 6. Sep. 2012                            | James Burrows | Mark Roberts                                                                                           |
| 2          | 2         | Das erste Date         | First Date                      | 27. Sep. 2010        | 6. Sep. 2012                            | James Burrows | Mark Roberts & Chuck Lorre                                                                             |
| 3          | 3         | Der erste Kuss         | First Kiss                      | 4. Okt. 2010         | 13. Sep. 2012                           | James Burrows | Mark Roberts & Al Higgins                                                                              |
| 4          | 4         | Mike ist nicht bereit  | Mike’s Not Ready                | 11. Okt. 2010        | 13. Sep. 2012                           | James Burrows | Mark Roberts & Chuck Lorre                                                                             |
| 5          | 5         | Carl ist eifersüchtig  | Carl Is Jealous                 | 18. Okt. 2010        | 20. Sep. 2012                           | James Burrows | Mark Roberts & Don Foster                                                                              |
| 6          | 6         | Mikes Wohnung          | Mike’s Apartment                | 25. Okt. 2010        | 20. Sep. 2012                           | James Burrows | Mark Roberts & Julie Bean                                                                              |
| 7          | 7         | Der Tag danach         | After The Lovin                 | 1. Nov. 2010         | 9. Dez. 2012                            | James Burrows | Mark Roberts, Don Foster & Mark Gross                                                                  |
| 8          | 8         | Mike schnarcht         | Mike Snores                     | 8. Nov. 2010         | 23. Dez. 2012                           | James Burrows | Mark Roberts, Don Foster & Carla Filisha                                                               |
| 9          | 9         | Mikes neue Stiefel     | Mike’s New Boots                | 15. Nov. 2010        | 30. Dez. 2012                           | James Burrows | Mark Roberts, Don Foster & Al Higgins                                                                  |
| 10         | 10        | Mollys Hut             | Molly Gets A Hat                | 22. Nov. 2010        | 11. Juni 2013                           | James Burrows | Mark Roberts, Don Foster & Mark Gross                                                                  |
| 11         | 11        | Carl hat ein Mädchen   | Carl Gets A Girl                | 6. Dez. 2010         | 18. Juni 2013                           | James Burrows | Mark Roberts, Chuck Lorre & Don Foster                                                                 |
| 12         | 12        | Das erste Weihnachten  | First Christmas                 | 13. Dez. 2010        | 18. Juni 2013                           | James Burrows | Mark Roberts & Don Foster                                                                              |
| 13         | 13        | Mike geht in die Oper  | Mike Goes To The Opera          | 3. Jan. 2011         | 25. Juni 2013                           | James Burrows | Handlung: Mark Roberts & Chuck Lorre Schauspiel: Don Foster & Al Higgins                               |
| 14         | 14        | Molly macht Suppe      | Molly Makes Soup                | 17. Jan. 2011        | 25. Juni 2013                           | James Burrows | Mark Roberts, Don Foster & Mark Gross                                                                  |
| 15         | 15        | Jim frisst nicht       | Jim Won’t Eat                   | 7. Feb. 2011         | 2. Juli 2013                            | James Burrows | Handlung: Mark Roberts & Don Foster Schauspiel: Al Higgins & Julie Bean                                |
| 16         | 16        | Der erste Valentinstag | First Valentine’s Day           | 14. Feb. 2011        | 2. Juli 2013                            | James Burrows | Mark Roberts, Chuck Lorre & Don Foster                                                                 |
| 17         | 17        | Die Couch ruft         | Joyce & Vince And Peches & Herb | 21. Feb. 2011        | 9. Juli 2013                            | James Burrows | Handlung: Mark Roberts & Don Foster Schauspiel: Mark Gross & Al Higgins                                |
| 18         | 18        | Mikes Füße             | Mike’s Feet                     | 28. Feb. 2011        | 9. Juli 2013                            | James Burrows | Handlung: Mark Roberts & Don Foster Schauspiel: Mark Gross & Al Higgins                                |
| 19         | 19        | Peggy geht aus         | Peggy Shaves Her Legs           | 21. März 2011        | 16. Juli 2013                           | James Burrows | Handlung: Mark Roberts & Don Foster Schauspiel: Julie Bean & Carla Filisha                             |
| 20         | 20        | Saisonstart            | Opening Day                     | 11. Apr. 2011        | 16. Juli 2013                           | James Burrows | Handlung: Mark Roberts & Jim Patterson Schauspiel: Don Foster & Al Higgins                             |
| 21         | 21        | Samuel fliegt raus     | Samuel Gets Fired               | 18. Apr. 2011        | 23. Juli 2013                           | James Burrows | Handlung: Mark Roberts & Don Foster Schauspiel: Al Higgins & Julie Bean                                |
| 22         | 22        | Männergespräche        | Cigar Talk                      | 2. Mai 2011          | 23. Juli 2013                           | James Burrows | Handlung: Mark Roberts, Don Foster & Chuck Lorre Schauspiel: Al Higgins & Mark Gross                   |
| 23         | 23        | Victorias Geburtstag   | Victoria’s Birthday             | 9. Mai 2011          | 30. Juli 2013                           | James Burrows | Handlung: Mark Roberts, Don Foster & Chuck Lorre Schauspiel: Julie Bean, Carla Filisha & Jim Patterson |
| 24         | 24        | Das H-Wort             | Peggy’s New Beau                | 16. Mai 2011         | 30. Juli 2013                           | James Burrows | Handlung: Mark Roberts & Don Foster Schauspiel: Al Higgins & Mark Gross                                |

## Staffel 2
Die Erstausstrahlung der zweiten Staffel war vom 26. September 2011 bis zum 14. Mai 2012 auf dem US-amerikanischen Sender CBS zu sehen. Die deutschsprachige Erstausstrahlung sendete der deutsche Free-TV-Sender ProSieben vom 6. August bis zum 29. Oktober 2013.
| Nr. (ges.) | Nr. (St.) | Deutscher Titel            | Originaltitel         | Erstausstrahlung USA | Deutschsprachige Erstausstrahlung (D) | Regie         | Drehbuch                                                                                |
| ---------- | --------- | -------------------------- | --------------------- | -------------------- | ------------------------------------- | ------------- | --------------------------------------------------------------------------------------- |
| 25         | 1         | An der Angel               | Goin’ Fishin          | 26. Sep. 2011        | 6. Aug. 2013                          | James Burrows | Handlung: Chuck Lorre & Mark Roberts Schauspiel: Julie Bean, Don Foster & Al Higgins    |
| 26         | 2         | Dennis hat Geburtstag      | Dennis’s Birthday     | 3. Okt. 2011         | 6. Aug. 2013                          | James Burrows | Handlung: Chuck Lorre & Mark Roberts Schauspiel: Don Foster, Mark Gross & Carla Filisha |
| 27         | 3         | Ein Mann im Haus           | Mike in the House     | 10. Okt. 2011        | 13. Aug. 2013                         | James Burrows | Handlung: Chuck Lorre & Mark Roberts Schauspiel: Don Foster, Al Higgins & Julie Bean    |
| 28         | 4         | Der 57er Chevy             | 57 Chevy Bel Air      | 17. Okt. 2011        | 13. Aug. 2013                         | James Burrows | Handlung: Chuck Lorre & Mark Roberts Schauspiel: Don Foster, Mark Gross & Carla Filisha |
| 29         | 5         | Victoria haut ab           | Victoria Runs Away    | 24. Okt. 2011        | 20. Aug. 2013                         | James Burrows | Handlung: Chuck Lorre & Mark Roberts Schauspiel: Don Foster, Al Higgins & Julie Bean    |
| 30         | 6         | Halloween – Nein danke!    | Happy Halloween       | 31. Okt. 2011        | 20. Aug. 2013                         | James Burrows | Handlung: Chuck Lorre & Mark Roberts Schauspiel: Don Foster, Al Higgins & Julie Bean    |
| 31         | 7         | Carls neue Flamme          | Carl Meets a Lady     | 7. Nov. 2011         | 27. Aug. 2013                         | James Burrows | Handlung: Chuck Lorre & Mark Roberts Schauspiel: Don Foster, Al Higgins & Julie Bean    |
| 32         | 8         | Peggy geht arbeiten        | Peggy Gets a Job      | 14. Nov. 2011        | 27. Aug. 2013                         | James Burrows | Handlung: Chuck Lorre & Mark Roberts Schauspiel: Don Foster, Mark Gross & Carla Filisha |
| 33         | 9         | Mike wird schwach          | Mike Cheats           | 21. Nov. 2011        | 3. Sep. 2013                          | James Burrows | Handlung: Chuck Lorre & Mark Roberts Schauspiel: Don Foster, Al Higgins & Julie Bean    |
| 34         | 10        | Molly will es wissen       | Molly Needs A Number  | 5. Dez. 2011         | 3. Sep. 2013                          | James Burrows | Handlung: Chuck Lorre & Mark Roberts Schauspiel: Don Foster, Mark Gross & Carla Filisha |
| 35         | 11        | Weihnachtsferien           | Christmas Break       | 12. Dez. 2011        | 10. Sep. 2013                         | James Burrows | Handlung: Chuck Lorre & Mark Roberts Schauspiel: Don Foster, Al Higgins & Julie Bean    |
| 36         | 12        | Für Carl wird's ernst      | Carl Has Issues       | 2. Jan. 2012         | 10. Sep. 2013                         | James Burrows | Handlung: Mark Roberts & Chuck Lorre Schauspiel: Don Foster, Mark Gross & Carla Filisha |
| 37         | 13        | Victoria darf nicht fahren | Victoria Can’t Drive  | 16. Jan. 2012        | 17. Sep. 2013                         | James Burrows | Handlung: Mark Roberts & Chuck Lorre Schauspiel: Don Foster, Al Higgins & Julie Bean    |
| 38         | 14        | Joyce entscheidet sich     | Joyce’s Choices       | 6. Feb. 2012         | 17. Sep. 2013                         | James Burrows | Handlung: Mark Roberts & Chuck Lorre Schauspiel: Don Foster, Mark Gross & Carla Filisha |
| 39         | 15        | Valentinstag zu viert      | Valentine’s Piggyback | 13. Feb. 2012        | 24. Sep. 2013                         | James Burrows | Handlung: Mark Roberts & Chuck Lorre Schauspiel: Don Foster, Al Higgins & Julie Bean    |
| 40         | 16        | Überraschung               | Surprise              | 20. Feb. 2012        | 24. Sep. 2013                         | James Burrows | Handlung: Mark Roberts & Chuck Lorre Schauspiel: Don Foster, Mark Gross & Carla Filisha |
| 41         | 17        | Mike mag Lasagne           | Mike Likes Lasagna    | 27. Feb. 2012        | 1. Okt. 2013                          | James Burrows | Handlung: Mark Roberts & Chuck Lorre Schauspiel: Don Foster, Al Higgins & Julie Bean    |
| 42         | 18        | Peggy macht Urlaub         | Peggy Goes to Branson | 19. März 2012        | 1. Okt. 2013                          | James Burrows | Handlung: Mark Roberts Schauspiel: Don Foster, Al Higgins & Mark Gross                  |
| 43         | 19        | Molly lügt nicht           | Molly Can’t Lie       | 9. Apr. 2012         | 15. Okt. 2013                         | James Burrows | Handlung: Mark Roberts & Bill Daly Schauspiel: Don Foster, Al Higgins & Mark Gross      |
| 44         | 20        | Das Brautkleid             | The Dress             | 16. Apr. 2012        | 15. Okt. 2013                         | James Burrows | Handlung: Mark Roberts & Chuck Lorre Schauspiel: Don Foster & Al Higgins                |
| 45         | 21        | Der Junggesellenabschied   | Bachelor/Bachelorette | 30. Apr. 2012        | 22. Okt. 2013                         | James Burrows | Handlung: Mark Roberts & Don Foster Schauspiel: Al Higgins & Julie Bean                 |
| 46         | 22        | Die Generalprobe           | The Rehearsal         | 7. Mai 2012          | 22. Okt. 2013                         | James Burrows | Handlung: Mark Roberts & Don Foster Schauspiel: Al Higgins & Julie Bean                 |
| 47         | 23        | Die Hochzeit               | The Wedding           | 14. Mai 2012         | 29. Okt. 2013                         | James Burrows | Handlung: Mark Roberts & Don Foster Schauspiel: Mark Gross & Carla Filisha              |

## Staffel 3
Die Erstausstrahlung der dritten Staffel war vom 24. September 2012 bis zum 30. Mai 2013 auf dem US-amerikanischen Sender CBS zu sehen. Die deutschsprachige Erstausstrahlung sendete der Free-TV-Sender ProSieben vom 29. Oktober 2013 bis zum 1. April 2014.
| Nr. (ges.) | Nr. (St.) | Deutscher Titel              | Originaltitel              | Erstausstrahlung USA | Deutschsprachige Erstausstrahlung (D) | Regie           | Drehbuch                                                                               |
| ---------- | --------- | ---------------------------- | -------------------------- | -------------------- | ------------------------------------- | --------------- | -------------------------------------------------------------------------------------- |
| 48         | 1         | Nach den Flitterwochen       | The Honeymoon is Over      | 24. Sep. 2012        | 29. Okt. 2013                         | Mark Roberts    | Handlung: Mark Roberts & Don Foster Schauspiel: Al Higgins & Mark Gross                |
| 49         | 2         | Vincent badet                | Vince Takes a Bath         | 1. Okt. 2012         | 12. Nov. 2013                         | Jason Alexander | Handlung: Mark Roberts & Don Foster Schauspiel: Al Higgins & Julie Bean                |
| 50         | 3         | Mike mag Torte               | Mike Likes Cake            | 8. Okt. 2012         | 12. Nov. 2013                         | Phill Lewis     | Handlung: Mark Roberts & Don Foster Schauspiel: Al Higgins & Carla Filisha             |
| 51         | 4         | Molly mittendrin             | Molly in the Middle        | 15. Okt. 2012        | 19. Nov. 2013                         | Phill Lewis     | Handlung: Mark Roberts & Don Foster Schauspiel: Al Higgins, Julie Bean & Carla Filisha |
| 52         | 5         | Peggy und der Captain        | Mike’s Boss                | 5. Nov. 2012         | 19. Nov. 2013                         | Phill Lewis     | Handlung: Mark Roberts & Don Foster Schauspiel: Al Higgins & Julie Bean                |
| 53         | 6         | Molly mistet aus             | Yard Sale                  | 12. Nov. 2012        | 26. Nov. 2013                         | Phill Lewis     | Handlung: Mark Roberts & Al Higgins Schauspiel: Don Foster, Carla Filisha & Mark Gross |
| 54         | 7         | Thanksgiving fällt aus       | Thanksgiving Is Canceled   | 19. Nov. 2012        | 26. Nov. 2013                         | Phill Lewis     | Handlung: Mark Roberts & Don Foster Schauspiel: Al Higgins & Julie Bean                |
| 55         | 8         | Mike mag’s eng               | Mike Likes Briefs          | 26. Nov. 2012        | 3. Dez. 2013                          | Phill Lewis     | Handlung: Mark Roberts & Don Foster Schauspiel: Al Higgins & Julie Bean                |
| 56         | 9         | Detective Michael Biggs      | Mike Takes a Test          | 3. Dez. 2012         | 3. Dez. 2013                          | Phill Lewis     | Handlung: Mark Roberts & Don Foster Schauspiel: Al Higgins & Mark Gross                |
| 57         | 10        | Stille Nacht                 | Karaoke Christmas          | 17. Dez. 2012        | 10. Dez. 2013                         | Phill Lewis     | Handlung: Mark Roberts & Don Foster Schauspiel: Al Higgins, Mark Gross & Carla Filisha |
| 58         | 11        | Fisch zum Frühstück          | Fish for Breakfast         | 14. Jan. 2013        | 10. Dez. 2013                         | Phill Lewis     | Handlung: Mark Roberts & Don Foster Schauspiel: Al Higgins & Carla Filisha             |
| 59         | 12        | Mollys Geburtstag            | Molly's Birthday           | 21. Jan. 2013        | 7. Jan. 2014                          | Mark Roberts    | Handlung: Mark Roberts & Don Foster Schauspiel: Al Higgins & Julie Bean                |
| 60         | 13        | Der Kellerausbau             | Carl Gets a Roommate       | 4. Feb. 2013         | 7. Jan. 2014                          | Mark Roberts    | Handlung: Mark Roberts & Don Foster Schauspiel: Al Higgins, Julie Bean & Carla Filisha |
| 61         | 14        | Die Prinzessin und der Troll | The Princess and the Troll | 11. Feb. 2013        | 14. Jan. 2014                         | Phil Lewis      | Handlung: Mark Roberts Schauspiel: Don Foster, Mark Gross & Brian Keith Etheridge      |
| 62         | 15        | Mike trainiert               | Mike the Tease             | 18. Feb. 2013        | 21. Jan. 2014                         | Phil Lewis      | Handlung: Mark Roberts Schauspiel: Al Higgins, Julie Bean & Carla Filisha              |
| 63         | 16        | Molly im Kaufrausch          | Molly’s New Shoes          | 25. Feb. 2013        | 28. Jan. 2014                         | Phil Lewis      | Handlung: Mark Roberts Schauspiel: Don Foster, Al Higgins & Mark Gross                 |
| 64         | 17        | St. Patrick’s Day            | St. Patrick’s Day          | 18. März 2013        | 11. Feb. 2014                         | Phil Lewis      | Handlung: Mark Roberts Schauspiel: Julie Bean & Carla Filisha                          |
| 65         | 18        | Molly macht Urlaub           | Spring Break               | 25. März 2013        | 18. Feb. 2014                         | Phil Lewis      | Handlung: Mark Roberts Schauspiel: Don Foster, Al Higgins & Mark Gross                 |
| 66         | 19        | Die Partyplaner              | Party Planners             | 15. Apr. 2013        | 25. Feb. 2014                         | Phill Lewis     | Handlung: Mark Roberts Schauspiel: Mark Gross & Brian Keith Etheridge                  |
| 67         | 20        | Mike kann nicht lesen        | Mike Can’t Read            | 29. Apr. 2013        | 4. März 2014                          | Mark Roberts    | Handlung: Mark Roberts Schauspiel: Don Foster, Julie Bean & Carla Filisha              |
| 68         | 21        | Molly verreist               | Molly’s Out of Town        | 6. Mai 2013          | 11. März 2014                         | Mark Roberts    | Handlung: Mark Roberts Schauspiel: Don Foster, Al Higgins & Brian Keith Etheridge      |
| 69         | 22        | Schulaufführung              | School Recital             | 13. Mai 2013         | 18. März 2014                         | Mark Roberts    | Handlung: Mark Roberts Schauspiel: Don Foster, Al Higgins & Mark Gross                 |
| 70         | 23        | Stürmische Nacht             | Windy City                 | 30. Mai 2013         | 1. Apr. 2014                          | Mark Roberts    | Handlung: Mark Roberts Schauspiel: Don Foster & Mark Roberts                           |

## Staffel 4
Die Erstausstrahlung der vierten Staffel war vom 4. November 2013 bis zum 19. Mai 2014 auf dem US-amerikanischen Sender CBS zu sehen. Die deutschsprachige Erstausstrahlung sendete der Free-TV-Sender ProSieben vom 4. April bis zum 5. August 2014.
| Nr. (ges.) | Nr. (St.) | Deutscher Titel                  | Originaltitel                          | Erstausstrahlung USA | Deutschsprachige Erstausstrahlung (D) | Regie            | Drehbuch                                                                                               |
| ---------- | --------- | -------------------------------- | -------------------------------------- | -------------------- | ------------------------------------- | ---------------- | --- |
| 71         | 1         | Molly sprengt die Ketten         | Molly Unleashed                        | 4. Nov. 2013         | 8. Apr. 2014                          | Phill Lewis      | Handlung: Chuck Lorre & Al Higgins Schauspiel: Julie Bean, Mark Gross & Carla Filisha                  |
| 72         | 2         | Molly auf Streife                | The First and Last Ride-Along          | 11. Nov. 2013        | 15. Apr. 2014                         | Phill Lewis      | Handlung: Chuck Lorre & Al Higgins Schauspiel: Bill Daly, Julie Bean & Mark Gross                      |
| 73         | 3         | Sex und Tod                      | Sex and Death                          | 18. Nov. 2013        | 22. Apr. 2014                         | Phill Lewis      | Handlung: Chuck Lorre & Al Higgins Schauspiel: Brian Keith Etheridge, Bill Daly & Julie Bean           |
| 74         | 4         | Wer zu tief gräbt                | Careful What You Dig For               | 25. Nov. 2013        | 29. Apr. 2014                         | Phill Lewis      | Handlung: Chuck Lorre & Al Higgins Schauspiel: Mark Gross, Carla Filisha & Brian Keith Etheridge       |
| 75         | 5         | Das Fenster zum Hof              | Poker in the Front, Looker in the Back | 2. Dez. 2013         | 6. Mai 2014                           | Phill Lewis      | Handlung: Chuck Lorre & Al Higgins Schauspiel: Carla Filisha, Brian Keith Etheridge & Bill Daly        |
| 76         | 6         | Ein Paar ist kein Paar           | Shoeless Molly Flynn                   | 9. Dez. 2013         | 6. Mai 2014                           | Phill Lewis      | Handlung: Chuck Lorre & Al Higgins Schauspiel: Crystal Jenkins, Aaron Vaccaro & Marla DuMont           |
| 77         | 7         | Mike denkt nach                  | They Shoot Asses, Don’t They?          | 16. Dez. 2013        | 13. Mai 2014                          | Phill Lewis      | Handlung: Chuck Lorre & Al Higgins Schauspiel: Julie Bean, Mark Gross & Carla Filisha                  |
| 78         | 8         | Ursache und Wirkung              | What Molly Hath Wrought                | 13. Jan. 2014        | 13. Mai 2014                          | Stephen Prime    | Handlung: Chuck Lorre & Al Higgins Schauspiel: Brian Keith Etheridge, Bill Daly & Julie Bean           |
| 79         | 9         | Mike und Mollys großes Abenteuer | Mike & Molly’s Excellent Adventure     | 20. Jan. 2014        | 27. Mai 2014                          | Phill Lewis      | Handlung: Chuck Lorre & Al Higgins Schauspiel: Bill Daly, Julie Bean & Mark Gross                      |
| 80         | 10        | Ein Wochenende bei Peggy         | Weekend at Peggy’s                     | 27. Jan. 2014        | 27. Mai 2014                          | Phill Lewis      | Handlung: Chuck Lorre & Al Higgins Schauspiel: Carla Filisha, Brian Keith Etheridge & Bill Daly        |
| 81         | 11        | Salsa ist kein Dip               | Dips & Salsa                           | 3. Feb. 2014         | 3. Juni 2014                          | Phill Lewis      | Handlung: Chuck Lorre & Al Higgins Schauspiel: Mark Gross, Carla Filisha & Brian Keith Etheridge       |
| 82         | 12        | Die Therapie                     | Mind Over Molly                        | 24. Feb. 2014        | 3. Juni 2014                          | Phill Lewis      | Handlung: Chuck Lorre & Al Higgins Schauspiel: Crystal Jenkins, Aaron Vaccaro & Marla DuMont           |
| 83         | 13        | Verschobene Träume               | Open Mike Night                        | 3. März 2014         | 10. Juni 2014                         | Phill Lewis      | Handlung: Al Higgins Schauspiel: Julie Bean, Mark Gross & Carla Filisha Etheridge                      |
| 84         | 14        | Reicher Mann und armes Mädchen   | Rich Man, Poor Girl                    | 10. März 2014        | 10. Juni 2014                         | David Trainer    | Handlung: Chuck Lorre & Al Higgins Schauspiel: Bill Daly, Julie Bean & Mark Gross                      |
| 85         | 15        | Drei Frauen und eine Urne        | Three Girls and an Urn                 | 17. März 2014        | 15. Juli 2014                         | David Trainer    | Handlung: Chuck Lorre & Al Higgins Schauspiel: Brian Keith Etheridge, Billy Daly & Julie Bean          |
| 86         | 16        | Die Würfelqueen                  | The Dice Lady Cometh                   | 24. März 2014        | 15. Juli 2014                         | Victor Gonzalez  | Handlung: Al Higgins & Crystal Jenkins Schauspiel: Carla Filisha, Brian Keith Etheridge & Billy Daly   |
| 87         | 17        | Carls Mutter                     | McMillan and Mom                       | 14. Apr. 2014        | 22. Juli 2014                         | Michael McDonald | Handlung: Chuck Lorre & Al Higgins Schauspiel: Mark Gross, Carla Filisha & Brian Keith Etheridge       |
| 88         | 18        | Mikes Auto                       | Mike’s Manifold Destiny                | 21. Apr. 2014        | 22. Juli 2014                         | Steve Prime      | Handlung: Chuck Lorre Kevin Lappin & Connor Kilpatrick Schauspiel: Al Higgins, Julie Bean & Mark Gross |
| 89         | 19        | Sex, Lügen und Hubschrauber      | Sex, Lies and Helicopters              | 28. Apr. 2014        | 29. Juli 2014                         | Victor Gonzalez  | Handlung: Chuck Lorre & Aaron Vaccaro Schauspiel: Al Higgins, Julie Bean & Mark Gross                  |
| 90         | 20        | Wer hat Angst vor J.C. Small?    | Who’s Afraid of J.C. Small?            | 5. Mai 2014          | 29. Juli 2014                         | Melissa McCarthy | Handlung: Chuck Lorre & Al Higgins Schauspiel: Crystal Jenkins, Aaron Vaccaro & Marla DuMont           |
| 91         | 21        | Peggy braucht Hilfe              | This Old Peggy                         | 12. Mai 2014         | 5. Aug. 2014                          | David Trainer    | Handlung: Chuck Lorre & Al Higgins Schauspiel: Carla Filisha & Brian Keith Etheridge                   |
| 92         | 22        | Acht lange Wochen                | Eight Is Enough                        | 19. Mai 2014         | 5. Aug. 2014                          | David Trainer    | Handlung: Chuck Lorre & Al Higgins Schauspiel: Bill Daly, Carla Filisha & Brian Keith Etheridge        |

## Staffel 5
Die Erstausstrahlung der fünften Staffel ist seit dem 8. Dezember 2014 bis zum 18. Mai 2015 auf dem US-amerikanischen Sender CBS zu sehen. Die deutschsprachige Erstausstrahlung sendete der deutsche Free-TV-Sender ProSieben vom 21. April bis zum 11. August 2015.
| Nr. (ges.) | Nr. (St.) | Deutscher Titel                    | Originaltitel                     | Erstausstrahlung USA | Deutschsprachige Erstausstrahlung (D) | Regie            | Drehbuch |
| ---------- | --------- | ---------------------------------- | --------------------------------- | -------------------- | ------------------------------------- | ---------------- | --- |
| 93         | 1         | Molly schreibt ein Buch            | The Book of Molly                 | 8. Dez. 2014         | 21. Apr. 2015                         | Michael McDonald | Handlung: Chuck Lorre & Al Higgins Schauspiel: Julie Bean, Mark Gross & Carla Filisha                           |
| 94         | 2         | Molly ist enthaltsam               | To Have and Withhold              | 15. Dez. 2014        | 21. Apr. 2015                         | Michael McDonald | Handlung: Chuck Lorre & Al Higgins Schauspiel: Mark Gross, Carla Filisha & Bill Daly                            |
| 95         | 3         | Alle tanzen nach Mollys Pfeife     | Tis The Season To Be Molly        | 22. Dez. 2014        | 28. Apr. 2015                         | Michael McDonald | Handlung: Al Higgins & Brian Keith Etheridge Schauspiel: Bill Daly, Rob DesHotel & Michael Glouberman           |
| 96         | 4         | Herrenausflug mit Damen            | Gone Cheatin                      | 29. Dez. 2014        | 28. Apr. 2015                         | Michael McDonald | Handlung: Chuck Lorre & Al Higgins Schauspiel: Carla Filisha, Bill Daly & Rob DesHotel                          |
| 97         | 5         | Mollys unendliche Geschichte       | Molly's Neverending Story         | 5. Jan. 2015         | 5. Mai 2015                           | David Trainer    | Handlung: Al Higgins Schauspiel: Bill Daly, Rob DesHotel & Michael Glouberman                                   |
| 98         | 6         | Und führe Mike nicht in Versuchung | The Last Temptation of Mike       | 12. Jan. 2015        | 5. Mai 2015                           | David Trainer    | Handlung: Al Higgins Schauspiel: Bill Daly, Rob DesHotel & Michael Glouberman                                   |
| 99         | 7         | Samuel braucht Geld                | Support Your Local Samuel         | 19. Jan. 2015        | 12. Mai 2015                          | Carole Lazarus   | Handlung: Chuck Lorre & Al Higgins Schauspiel: Brian Etheridge, Crystal Jenkins & Aaron Vaccaro                 |
| 100        | 8         | Der Mike-Check                     | Mike Check                        | 2. Feb. 2015         | 12. Mai 2015                          | Melissa McCarthy | Handlung: Chuck Lorre & Al Higgins Schauspiel: Julie Bean, Mark Gross & Carla Filisha                           |
| 101        | 9         | Das Phänomen                       | Hack to the Future                | 9. Feb. 2015         | 19. Mai 2015                          | David Trainer    | Handlung: Chuck Lorre & Al Higgins Schauspiel: Michael Glouberman, Brian Etheridge & Crystal Jenkins            |
| 102        | 10        | Joyce sieht rot                    | Checkpoint Joyce                  | 16. Feb. 2015        | 19. Mai 2015                          | Victor Gonzalez  | Handlung: Al Higgins & Mark Gross Schauspiel: Julie Bean, Aaron Vaccaro & Marla Dumont                          |
| 103        | 11        | Sturmfreie Bude                    | Immaculate Deception              | 23. Feb. 2015        | 26. Mai 2015                          | Victor Gonzalez  | Handlung: Chuck Lorre & Al Higgins Schauspiel: Marla Dumont, Julie Bean & Mark Gross                            |
| 104        | 12        | Die Welt der Peggy Biggs           | The World According To Peggy      | 2. März 2015         | 2. Juni 2015                          | Victor Gonzalez  | Handlung: Al Higgins & Carla Filisha Schauspiel: Crystal Jenkins                                                |
| 105        | 13        | Die Buchpräsentation               | Buy The Book                      | 9. März 2015         | 9. Juni 2015                          | Michael McDonald | Handlung: Chuck Lorre & Al Higgins Schauspiel: Mark Gross, Carla Filisha & Bill Daly                            |
| 106        | 14        | Peggys Geheimnis                   | What Ever Happened to Baby Peggy? | 16. März 2015        | 16. Juni 2015                         | Michael McDonald | Handlung: Al Higgins & Michael Glouberman Schauspiel: Carla Filisha, Bill Daly & Rob Deshotel                   |
| 107        | 15        | Kuchenschlacht                     | Pie Fight                         | 23. März 2015        | 23. Juni 2015                         | Michael McDonald | Handlung: Al Higgins & Bill Daly Schauspiel: Rob DesHotel, Michael Glouberman & Brian Keith Etheridge           |
| 108        | 16        | Cocktails und Peinlichkeiten       | Cocktails and Calamine            | 30. März 2015        | 30. Juni 2015                         | Michael McDonald | Handlung: Al Higgins & Rob Deshotel Schauspiel: Michael Glouberman, Brian Keith Etheridge & Crystal Jenkins     |
| 109        | 17        | Die Reise nach Mudlick             | Mudlick or Bust                   | 13. Apr. 2015        | 7. Juli 2015                          | Michael McDonald | Handlung: Al Higgins & Marla DuMont Schauspiel: Brian Keith Etheridge, Crystal Jenkins & Aaron Vaccaro          |
| 110        | 18        | Die Heldin ist müde                | No Kay Morale                     | 20. Apr. 2015        | 14. Juli 2015                         | Melissa McCarthy | Handlung: Al Higgins & Aaron Vaccaro Schauspiel: Marla DuMont, Julie Bean & Mark Gross                          |
| 111        | 19        | Die bessere Mutter aus Mudlick     | Mother From Another Mudlick       | 27. Apr. 2015        | 21. Juli 2015                         | Michael McDonald | Handlung: Al Higgins & Aaron Vaccaro Schauspiel: Marla DuMont, Julie Bean & Mark Gross                          |
| 112        | 20        | Die letzten Zeilen                 | Fight to the Finish               | 4. Mai 2015          | 28. Juli 2015                         | Stephen Prime    | Handlung: Al Higgins, Connor Kilpatrick & Kevin Lappin Schauspiel: Bill Daly, Rob DesHotel & Michael Glouberman |
| 113        | 21        | Fast hätte uns der Tod geschieden  | Near Death Do Us Part             | 11. Mai 2015         | 4. Aug. 2015                          | Joel Murray      | Handlung: Al Higgins & Crystal Jenkins Schauspiel: Aaron Vaccaro, Marla DuMont & Julie Bean                     |
| 114        | 22        | Der verbitterte Mann und der See   | The Bitter Man and the Sea        | 18. Mai 2015         | 11. Aug. 2015                         | Victor Gonzalez  | Handlung: Al Higgins & Jim Patterson Schauspiel: Julie Bean, Mark Gross & Carla Filisha                         |

## Staffel 6
Die Erstausstrahlung der sechsten Staffel ist seit dem 6. Januar 2016 auf dem US-amerikanischen Sender CBS zu sehen. Wie im Januar 2016 bekannt wurde, wird es die letzte Staffel sein.
| Nr. (ges.) | Nr. (St.) | Deutscher Titel              | Originaltitel                    | Erstausstrahlung USA | Deutschsprachige Erstausstrahlung (D) | Regie                | Drehbuch                                                                                              |
| ---------- | --------- | ---------------------------- | -------------------------------- | -------------------- | ------------------------------------- | -------------------- | --- |
| 115        | 1         | Cops auf Eis                 | Cops On The Rocks                | 6. Jan. 2016         | 16. Nov. 2016                         | Michael McDonald     | Handlung: Chuck Lorre & Julie Bean Schauspiel: Mark Gross & Bill Daly                                 |
| 116        | 2         | Ein kleiner Schritt für Mike | One Small Step for Mike          | 13. Jan. 2016        | 16. Nov. 2016                         | Michael McDonald     | Handlung: Al Higgins & Carla Filisha Schauspiel: Bill Daly, Brian Keith Etheridge & Rob DesHotel      |
| 117        | 3         | Der Herzinfarkt              | Peg O’ My Heart Attack           | 20. Jan. 2016        | 16. Nov. 2016                         | Michael McDonald     | Handlung: Al Higgins & Mark Gross Schauspiel: Carla Filisha, Bill Daly & Brian Keith Etheridge        |
| 118        | 4         | Der Super-Cop                | Super Cop                        | 27. Jan. 2016        | 23. Nov. 2016                         | Michael McDonald     | Handlung: Al Higgins & Bill Daly Schauspiel: Brian Keith Etheridge, Rob DesHotel & Michael Glouberman |
| 119        | 5         | Das Vermächtnis              | Joyce's Will Be Done             | 3. Feb. 2016         | 23. Nov. 2016                         | Michael McDonald     | Handlung: Al Higgins & Brian Keith Etheridge Schauspiel: Rob DesHotel, Steve Joe & Michael Glouberman |
| 120        | 6         | Der Hausmann                 | The Good Wife                    | 10. Feb. 2016        | 23. Nov. 2016                         | Michael McDonald     | Handlung: Al Higgins & Rob DesHotel Schauspiel: Michael Glouberman, Steve Joe & Alex Herschlag        |
| 121        | 7         | Wochenende mit Hund          | Weekend With Birdie              | 25. Apr. 2016        | 30. Nov. 2016                         | Michael McDonald     | Handlung: Al Higgins & Michael Glouberman Schauspiel: Steve Jo & Alex Herschlag                       |
| 122        | 8         | Zwei Männer und ein Boot     | The Wreck of the Vincent Moranto | 2. Mai 2016          | 30. Nov. 2016                         | Michael McDonald     | Handlung: Al Higgins & Steve Jo Schauspiel: Alex Herschlag, Julie Bean & Mark Gross                   |
| 123        | 9         | Baby an Bord                 | Baby, Please Don't Go            | 2. Mai 2016          | 30. Nov. 2016                         | Michael McDonald     | Handlung: Al Higgins & Alex Herschlag Schauspiel: Julie Bean, Mark Gross & Carla Filisha              |
| 124        | 10        | Babybauch                    | Baby Bump                        | 9. Mai 2016          | 7. Dez. 2016                          | Michele Azenzer Bear | Handlung: Al Higgins Schauspiel: Brian Keith Etheridge, Bill Daly & Rob DesHotel                      |
| 125        | 11        | Der Hausbesuch               | The Adoption Option              | 9. Mai 2016          | 7. Dez. 2016                          | Michael McDonald     | Handlung: Al Higgins & Chuck Lorre Schauspiel: Conor Kilpatrick, Kevin Lappin & Dave Pilson           |
| 126        | 12        | Die Hellseherin              | Curse of the Bambino             | 16. Mai 2016         | 15. Dez. 2016                         | Melissa McCarthy     | Handlung: Al Higgins Schauspiel: Michael Glouberman, Steve Joe & Alex Herschlag                       |
| 127        | 13        | Happy End                    | I See Love                       | 16. Mai 2016         | 15. Dez. 2016                         | James Burrows        | Handlung: Al Higgins & Chuck Lorre Schauspiel: Julie Bean, Mark Gross & Carla Filisha                 |